# Idioma wemba-wemba
El idioma Wemba Wemba es una lengua aborigen australiana extinta que una vez se habló a lo largo de los afluentes del río Murray.
Nari Nari, un dialecto de Wemba Wemba, es a partir de 2020, parte de un proyecto de resurgimiento del idioma. Otros dialectos son Barababaraba y Wergaia.
Jardwadjali (con dialectos Jagwadjali, Nundadjali, Mardidjali) puede ser Wemba-Wemba, o puede estar más cerca de las Madhi–Ladji–Wadi.

## Sonidos

### Consonantes
|             | Labial | Velar | Dental | Palatal | Alveolar | Retrofleja |
| ----------- | ------ | ----- | ------ | ------- | -------- | ---------- |
| Oclusiva    | p      | k     | t̪      | c       | t        | ʈ          |
| Nasal       | m      | ŋ     |        | ɲ       | n        | ɳ          |
| Lateral     |        |       |        |         | l        | ɭ          |
| Rótica      |        |       |        |         | r        | ɽ          |
| Aproximante | w      |       |        | j       |          |            |

### Vocales
|         | frontal | central | posterior |
| ------- | ------- | ------- | --------- |
| Cerada  | ɪ, i    |         | ʊ, u      |
| Media   | ɛ, e    | ə       | ɔ, o      |
| abierta |         | a       |           |

Los sonidos de consonantes sonoros solo ocurren dentro de las oclusivas prenasalizadas. Las consonantes prenatales incluyen: /mb/ /nd/ /ndy/ /ng/ y /rnd/. En forma fonética se pronuncian como [mb] [nd] [ɲɟ] [ŋɡ] y [ɳɖ].

## Influencia en el inglés
Se cree que al menos cuatro términos botánicos en inglés australiano se introdujeron en el habla local de Wemba-Wemba:
- dilanj =arbusto de salitre/dillon
- lerep =lerp/mielada o lerp maná[4]
- gambang = bulrush/cumbungi[4]
- mali =mallee[4]
- La palabra yabby, un tipo de cangrejo de río, proviene de Wemba-Wemba.[5]

## Renacimiento del lenguaje
{A partir de 2020 el dialecto Nari Nari es uno de los 20 idiomas priorizados como parte del Proyecto de Apoyo a Idiomas Prioritarios llevado a cabo por First Languages Australia y financiado por el Departamento de Comunicaciones y Artes. El proyecto tiene como objetivo "identificar y documentar idiomas en peligro crítico, aquellos idiomas para los que existe poca o ninguna documentación, donde no se han realizado grabaciones previamente, pero donde hay hablantes vivos".